# Balqa

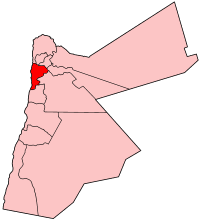

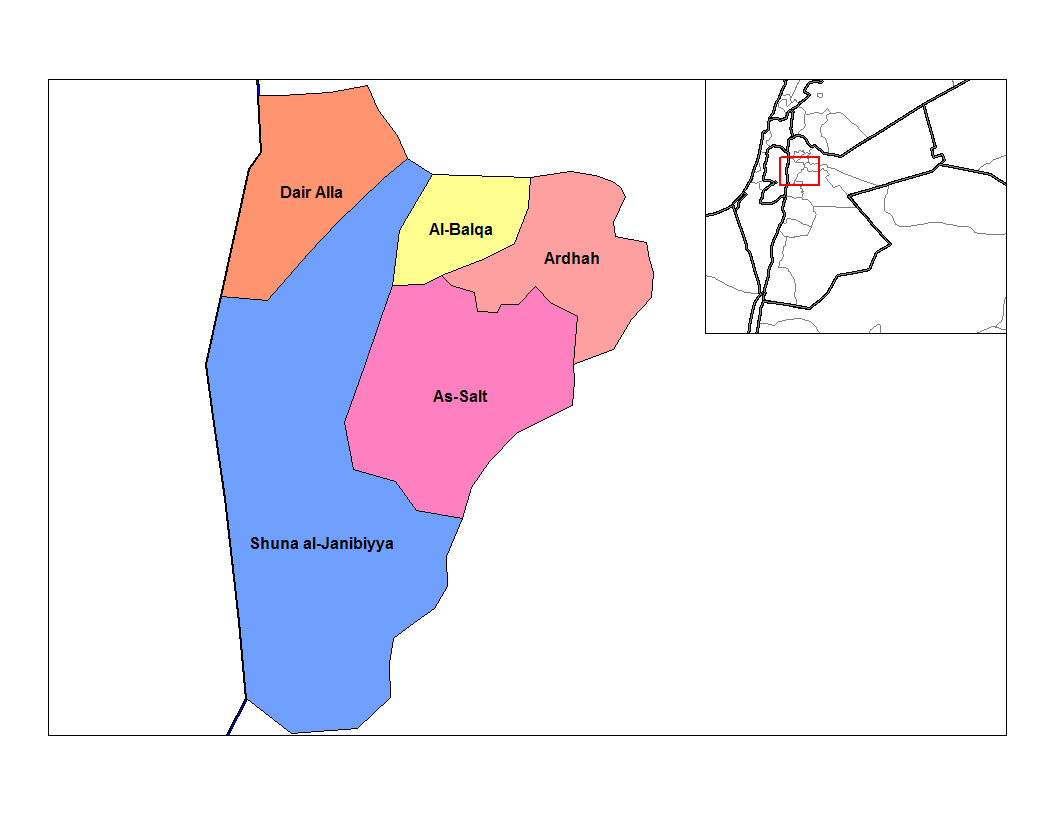
Anaias de Balqa

Balqa (em árabe: البلقاء Al-Balqā) é uma das províncias (muhafazat) da Jordânia. Está localizada a noroeste de Amã, capital do país. A capital de Balqa é As-Salt. Balqa inclui outras cidades jordanianas como Mahis, Fuhais e Ain el Basha.
Balqa é dividida em 5 anaias:
- Al-Balqa
- Ardhah
- As-Salt
- Dair Alla
- Shuna al-Janibiyya